# Hermógenes (filósofo)
Hermógenes (Greek: Ἑρμογένης) viveu nos séculos V e IV a.C. e era filho de Hipônico e irmão de Cálias III, pertencentes à abastada família Cálias. 
É apresentado por Platão no seu diálogo Crátilo como um dos interlocutores, afirmando que todas as palavras de uma língua eram formadas por uma pacto de pessoas entre elas. Diógenes Laércio afirma que ele foi um dos professores de Platão. No entanto, é o único a fazê-lo e devido ao Crátilo apercebemo-nos de que Hermógenes não era um homem talentoso, conhecendo somente o básico dos elementos da filosofia. Apesar de pertencer à grande família de Cálias II, é mencionado por Xenofonte como sendo um homem com poucos bens, o que pode significar que era filho ilegítimo de Hipônico. Platão sugere que ele foi injustamente privado dos seus bens pelo seu irmão.